# NoordNed

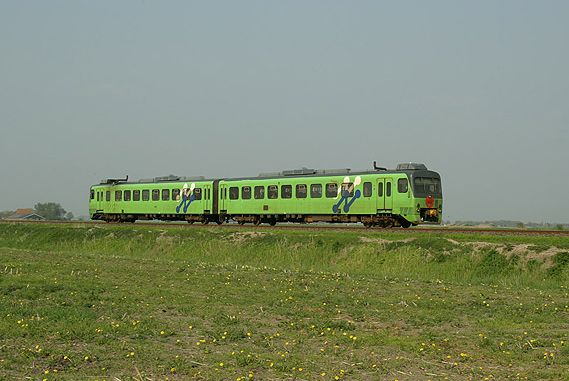
Wadloper der NoordNed

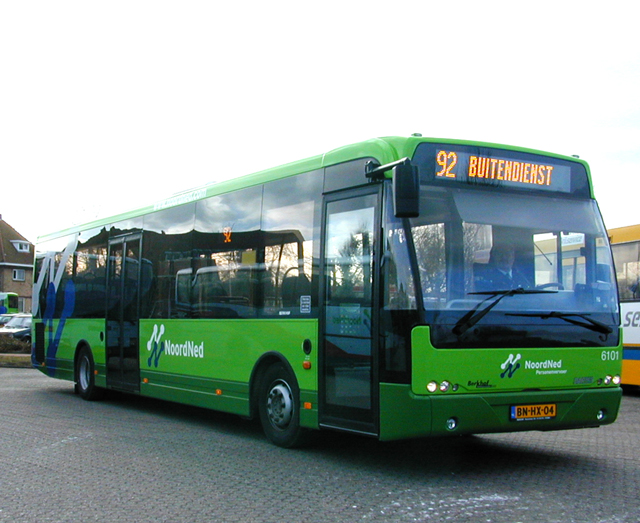
NoordNed Bus 6101

NoordNed Personenvervoer BV war eine private Bahn- und Busgesellschaft in den Niederlanden. Sie war eine Tochtergesellschaft von Arriva Personenvervoer Nederland (50 %), NS (49,9 %) und ABN AMRO (0,1 %). Im Dezember 2003 wurde sie dann zu 100 % von Arriva übernommen und Anfang 2006 in das Unternehmen integriert.
NoordNed betrieb folgende Bahnlinien:
Groningen–Delfzijl
Groningen–Leeuwarden
Groningen–Nieuweschans (Bahnstrecke Leer–Groningen)
Groningen–Roodeschool
Leeuwarden–Harlingen
Leeuwarden-Stavoren
NoordNed setzte auf den Bahnlinien von den niederländischen Eisenbahnen (Nederlandse Spoorwegen (NS)) übernommene Diesel-Triebwagen ein, vor allem die Typen DM 90 (Buffel) und Wadloper. Dabei handelt es sich um dieselhydraulisch angetriebene Triebwagen. NoordNed hat im Jahr 2005 43 Stadler GTW-Triebzüge bestellt. Damit wurden alle Buffel und Wadloper ausgetauscht.
Buslinien wurden in den Provinzen Groningen und Fryslân betrieben.